# Näsiäissaari
Näsiäissaari är en ö i Finland. Den ligger i sjön Ruotsalainen och i kommunen Asikkala i den ekonomiska regionen  Lahtis ekonomiska region  och landskapet Päijänne-Tavastland, i den södra delen av landet, 120 km norr om huvudstaden Helsingfors. Öns area är 0,4 hektar och dess största längd är 140 meter i nord-sydlig riktning.